# El cartel: The Big Boss
 (mars 2018).
Le contenu est difficilement compréhensible vu les erreurs de traduction, qui sont peut-être dues à l'utilisation d'un logiciel de traduction automatique.
 (mars 2018).
Si vous disposez d'ouvrages ou d'articles de référence ou si vous connaissez des sites web de qualité traitant du thème abordé ici, merci de compléter l'article en donnant les références utiles à sa vérifiabilité et en les liant à la section « Notes et références ».
Vous pouvez aider à l'améliorer ou bien discuter des problèmes sur sa page de discussion.
El cartel: The Big Boss est le quatrième album studio et huitième au classement général par l'artiste portoricain Daddy Yankee.
Il a été publié le 5 juin 2007 par El Cartel Records à travers Interscope Records. L'album comprend des contributions de Scott Storch, will.i.am, Luny Tunes, Tainy, Akon, et M. Collipark entre autres, et a été nommé pour un prix Lo Nuestro pour l'album urbain de l'année.
L'album est devenu l'album latin le plus vendu aux États-Unis en 2007.  Il s'agit de sa troisième victoire consécutive après Barrio Fino en Directo en 2006 et Barrio Fino en 2005, qui ont été les meilleures ventes les deux années précédentes. Il s'est vendu à plus d'un million d'exemplaires dans le monde.

## Production
Daddy Yankee a dit qu'il voulait que les gens voient son style en tant que MC et retournent à ses racines hip-hop. Il a collaboré avec les producteurs Scott Storch et will.i.am. Il a également collaboré avec Akon sur un morceau intitulé Bring It.

## Liste des titres
1. Jefe, Raymond Ayala, Leo Vazquez, Diaz Brothers : 3:58
2. En Sus Marcas Listos Fuera, Ramón Ayala, Vazquez Tainy, Musicólogo, Menes	: 3:27
3. Cambio, Ramon Ayala, Scott Storch	: 3:11
4. Fuera de Control, Ramon Ayala, Luny Tunes, Tainy : 3:03
5. Impacto, Ramón Ayala,	Scott Storch, Tainy : 3:05
6. Ella Me Levantó, Ayala, Mr. G., Nelly, Tainy : 3:29
7. A lo Clásico, Ayala, Vazquez, Jose Torres	Scott Storch, Nely, Tainy : 3:54
8. Bring It On (featuring Akon), Ayala, Thiam Aliaune, Frederick Tipton, Akon : 3:43
9. Who's Your Daddy?, Ramón Ayala, William Adams, will.i.am : 3:28
10. El Celular, Ayala, Vazquez, Nely : 2:48
11. Ven Dámelo, Ayala, Torres, Vazquez, Nely, Tainy : 3:45
12. Papi Lover (featuring Nicole Scherzinger), RamonAyala, Nicole Scherzinger, Kara DioGuardi, Just Blaze, Echo & Diesel : 3:40
13. Qué Pasó!, Ramón Ayala, Jason Boyd, Scott Storch : 4:11
14. Mensaje de Estado, Ayala, Mr. Collipark, Los Vegaz : 4:06
15. Tensión (featuring Héctor El Father), Ayala, Vazquez, Nely : 3:21
16. Soy Lo Que Soy, Ayala, Vazquez, Nely : 4:11
17. Coraza Divina (voix additionnelle par Hector El Father), Ramón Ayala, Egy Rodriguez : 3:55
18. Plane to PR (featuring will.i.am), Ramón Ayala, Adams	will.i.am : 4:07
19. Me Quedaría, Ayala, Humby	: 4:20
20. Todos Quieren a Raymond, Ayala, Egy Rodriguez	: 4:42
21. Impacto (Remix) (featuring Fergie), Ramón Ayala, William Adams, Stacy Ferguson, Scott Storch, Tainy : 3:26